# Robertson Hare
John Robertson Hare (17 de diciembre de 1891 – 25 de enero de 1979) fue un actor de comedias de nacionalidad británica, popularmente conocido como Bunny. Consiguió la notoriedad por su trabajo en las farsas del Teatro Aldwych, y era famoso por perder rutinariamente los pantalones en el escenario, momento en el cual exclamaba la muletilla "Oh Calamity". Para el público moderno es quizás más recordado por sus actuaciones como archidiácono en la popular sitcom All Gas and Gaiters.

## Biografía
Nacido en Londres, Inglaterra, Hare empezó su carrera como actor teatral, actuando de manera regular en la serie de farsas del Aldwych representadas en las décadas de 1920 y 1930.
Su debut cinematográfico tuvo lugar en 1930, actuando en muchas versiones para la gran pantalla de las farsas del Aldwych, como por ejemplo Turkey Time (1933) y A Cup of Kindness (1934). Sin embargo, en el medio televisivo no actuó hasta haber cumplido los 75 años de edad, en la sitcom All Gas and Gaiters, producción para la cual seguiría trabajando pasados los ochenta años de edad.
Robertson Hare falleció en Londres, Inglaterra, en 1979 a causa de una bronconeumonía.

## Filmografía
- Rookery Nook (1930)
- On Approval (1930)
- Tons of Money (1930)
- A Night Like This (1931)
- Plunder (1931)
- Thark (1932)
- A Cuckoo in the Nest (1933)
- Just My Luck (1933)
- It's a Boy (1933)
- Friday the Thirteenth (1933)
- Turkey Time (1933)
- Dirty Work (1934)
- A Cup of Kindness (1934)
- Are You a Mason? (1934)
- Fighting Stock (1935)
- Oh, Daddy! (1935)
- Car of Dreams (1935)
- Foreign Affaires (1935)
- Stormy Weather (1935)
- Pot Luck (1936)
- Jack of All Trades (1936)
- You Must Get Married (1936)
- O.H.M.S. (1937)
- Aren't Men Beasts (1937)
- A Spot of Bother (1938)
- So This Is London (1939)
- Banana Ridge (1942)
- Women Aren't Angels (1943)
- He Snoops to Conquer (1944)
- Things Happen at Night (1947)
- One Wild Oat (1951)
- The Magic Box (1952)
- Our Girl Friday (1953)
- My Wife's Family (1956)
- Tres hombres en un bote (1956)
- The Night We Got the Bird (1961)
- Seven Keys (1961)
- Out of the Shadow (1961)
- The Young Ones (1961)
- Crooks Anonymous (1962)
- Hotel Paradiso (1966)
- Salt and Pepper (1968)
- The Benny Hill Show Is This Your Life sketch (12/25/1969)
- Raising the Roof (1972)